# Cody Cillo
Cody Daniel Cillo (Brunswick, 17 luglio 1980) è un ex giocatore di baseball statunitense naturalizzato italiano.

## Carriera

### Club
Dopo aver giocato all'Olympia High School di Olympia (Washington), all'Edmonds College di Seattle e all'Università dell'Alabama a Birmingham, nel 2003 comincia a gareggiare nella Gulf Coast League per tre diverse squadre in due stagioni. Nel 2005 viene ingaggiato dai neonati Calgary Vipers della Northern League. Destinato ai Rockford Aviators per il 2006, in realtà non vi ha mai giocato a causa del trasferimento in Italia.
In quell'anno infatti prende parte al campionato di Serie A1 con i neopromossi Godo Knights. Nel 2008 avviene il passaggio alla Fortitudo, con la quale disputa un'ottima stagione regolare (9 vittorie e 1 sconfitta per lui), ma nei play-off essi si arrendono nel turno di semifinale e devono accontentarsi della Coppa Italia. Dopo un'altra annata ai Calgary Vipers, Cillo torna a Bologna: vince così due Coppe dei Campioni ed altre due Coppe Italia.

### Nazionale
Per la nazionale azzurra ha disputato e vinto gli Europei 2010 e Europei 2012, avendo partecipato inoltre alla Coppa del Mondo 2007 (dove ha battuto gli Stati Uniti) ed al World Baseball Classic 2009.

## Palmarès

### Club
- Coppe Italia: 3

Bologna: 2008, 2010, 2012
- Coppa dei Campioni: 2

Bologna: 2010, 2012

### Nazionale
- Campionati europei: 2

Italia: 2010, 2012